# Hepatopankreas
Das Hepatopankreas, auch als Mitteldarmdrüse bezeichnet, ist ein Organ des Verdauungstrakts bei verschiedenen Arten der Gliederfüßer, Weichtiere und Fische. Funktionell entspricht es im Wesentlichen den bei Reptilien, Vögeln und Säugetieren getrennt ausgebildeten Organen Leber und exokrines Pankreas, die aber bei diesen Tieren während der Embryonalentwicklung ebenfalls aus einer als hepatopankreatischer Ring bezeichneten gemeinsamen Anlage hervorgehen.

## Bau und Funktion

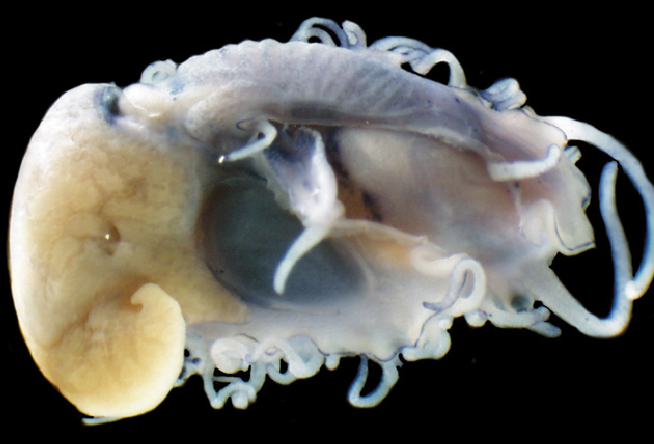
Hepatopankreas (gelbliche Struktur auf der linken Seite) bei einem Jungtier der Meeresschnecke Haliotis asinina

Aufgabe des Hepatopankreas, das bei verschiedenen wirbellosen Tieren einen als Drüse ausgebildeten Teil des Mitteldarms darstellt, ist sowohl die Bildung von Verdauungsenzymen als auch die Resorption und Speicherung von Nährstoffen. Bei verschiedenen Fischen wie beispielsweise den Cyprinidae entsteht das Hepatopankreas während der Larvalentwicklung durch Einwanderung des zunächst getrennt wachsenden pankreatischen Gewebes in das Lebergewebe, in welchem es im ausgebildeten Hepatopankreas inselförmig verteilt vorliegt. Viele andere Fischarten verfügen hingegen über ein deutlich abgegrenztes Pankreas. Das bei Vögeln und Säugetieren im exokrinen pankreatischen Gewebe als sogenannte Langerhans-Inseln eingelagerte endokrine Gewebe, welches die Hormone Insulin und Glucagon bildet, ist bei den meisten Knochenfischen in Form der Brockmann-Körper ausgebildet.
Bei einigen Gliederfüßer-Arten ist das Hepatopankreas von Bedeutung für die Bioakkumulation von Umweltschadstoffen wie beispielsweise Schwermetallen beziehungsweise polyzyklischen aromatischen Kohlenwasserstoffen. Dies kann Auswirkungen auf entsprechende Nahrungsketten haben. Das Hepatopankreas von Krabben, Hummern und Krebsen, dessen Konsistenz der von fettem Fleisch ähnelt, gilt unter Bezeichnungen wie „Krabbenbutter“ oder „Krebsfett“ als Delikatesse.